# Royaume du Baguirmi
Pour les articles homonymes, voir Baguirmi (homonymie).
1522–1897
Entités suivantes :
- Territoire du Tchad

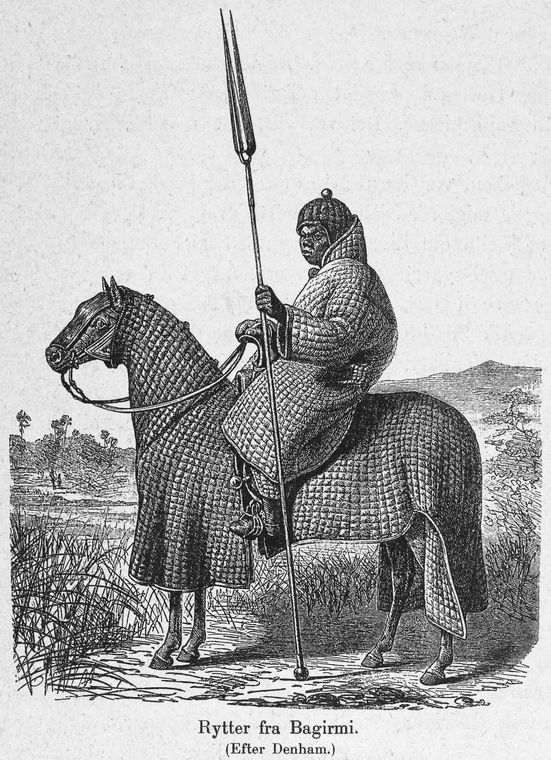
Cavalier baguirmi dans une gravure de 1901

Le royaume du Baguirmi est un ancien État sahélien localisé au sud-est du lac Tchad, sur le territoire du Tchad actuel. Sa capitale était Massenya. Fondé en 1480 ou 1522, il devient un protectorat français en 1897.
S'il n'existe plus aujourd'hui en tant qu'entité politique indépendante, le sultanat demeure une chefferie traditionnelle en relation avec les autorités administratives tchadiennes.

## Histoire
Les traditions orales sont la principale source de connaissance sur les origines du Baguirmi. Selon les sources, le royaume du Baguirmi semble avoir été fondé en 1522,,. Il est dirigé par un chef appelé le mbang (« roi »),, titre qui ne fut peut-être porté qu'à partir du sultan Malo (1546-1568). Il est situé à l'est du royaume de Bornou, au sud-est du lac Tchad.
Différentes versions existent quant à l'origine des premiers chefs. Certaines parlent de chasseurs kinga qui s'installent à Massenya,. D'autres racontent qu'un certain Abd el Mahmoud Begli fonde le palais de Massenya, mais que c'est Berni Besse qui fonde la dynastie, après que le premier a conduit entre 1493 et 1503 la région à faire sécession de l'empire du Kanem en pleine déliquescence. D'autres encore attribuent la fondation à des Peuls du Fouta Toro, ou encore à une fratrie issue de Njimi (royaume de Kanem). Quoi qu'il en soit, les Kinga ont toujours eu une place particulière à la cour du roi, ce qui accrédite l'idée qu'ils ont joué un rôle important dès les origines.
Vers le début du XVIIe siècle, le royaume adopte l'islam,. Le changement a pu se faire dès le règne de Malo, ou sous le règne du quatrième roi, le sultan Abdullah. Malgré l'adoption de l'islam, les traditions animistes sont conservées.[réf. souhaitée]
Aux XVIIe et XVIIIe siècles, le royaume, vassal de Bornou, prospère en pratiquant la traite des esclaves,, lesquels sont souvent issus des populations animistes situées plus au sud contre lesquelles des expéditions sont menées.
Durant la première partie du XIXe siècle, époque où les Européens découvrent l'existence du royaume (Dixon Denham, 1823), le pays reste très actif dans le commerce et la confection de vêtements tissés, ainsi que dans le trafic d'esclaves non musulmans. Vers le milieu du siècle, l'explorateur Heinrich Barth estime que le royaume regroupe 1,5 million d'habitants sur un territoire nord-sud d'environ 100 km de long par 60 km de large. L'explorateur allemand Gustav Nachtigal séjourne au Baguirmi de mars à juillet 1872 alors que le royaume est en proie à de grandes violences.
De fait, sa localisation entre les deux empires rivaux de Bornou et du Ouaddaï l'expose à des pillages réguliers et à devoir payer des tributs aux deux voisins, ce qui amorce son déclin,. Tout au long du XIXe siècle, les sécheresses et persécutions accentuent l'exode de populations du pays. En 1894, Rabah, seigneur de la guerre du Soudan, détruit la capitale Massenya, ce qui marque un tournant dans l'histoire du royaume,.
À la suite du précédent épisode, le sultan Abd ar-Rahman Gawrang II et Émile Gentil signent un premier accord le 20 octobre 1897, qui met le royaume sous protectorat français,. En 1915, le statut du Baguirmi évolue vers celui de l'administration directe, ce qui retire au sultan la plupart de ses pouvoirs.
Au XXIe siècle, le sultanat du chari Baguirmi subsiste comme chefferie traditionnelle en relation avec les autorités administratives tchadiennes modernes.

## Souverains du Baguirmi

### Lembang

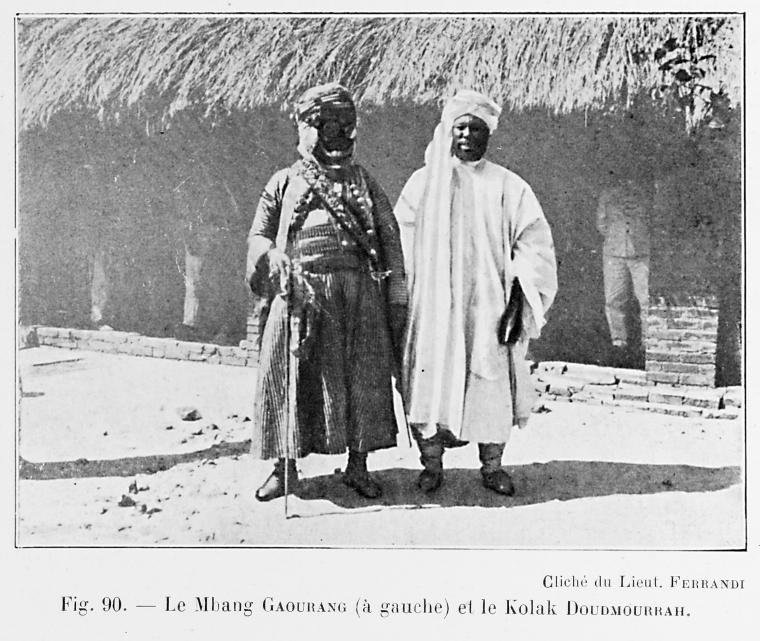
Le Mbang Gaourang (à gauche) et le Kolak Doudmourrah

Le roi du Baguirmi porte le titre de mbang (le soleil[réf. souhaitée]). Du fait de l'islamisation, on parle également de sultan.
La mère du mbang est la Magira (reine-mère).
En mars 2010, le sultan du Chari-Baguirmi, Mbang Hadji Woli Mahamat est réhabilité dans ses fonctions par le ministre tchadien de l'intérieur et de la sécurité publique. En mars 2025, le sultan du Chari-Baguirmi Mbang Hadji Woli Mahamat est nommé au Sénat par la président de la république.

### Généalogie
Bourgomanda est le mbang de Baguirmi au début du XIXe siècle. Il a deux fils, Abdel-Kader et Djougoultoum. Quand l'aîné, Abdel-Kader, devint sultan en 1826, Djougoultoum doit s'exiler dans le Ouaddaï, puis part au pays Rounga (Dar Rounga), région frontalière entre les fleuves Azoum et Aouk, où il épouse la fille du sultan. Il créera ensuite une zone frontalière de raid d'esclaves encore plus méridionale, au sud de l'Aouk, appelée Dar el-Kouti.